# Their System Doesn't Work for You
Their System Doesn't Work for You – drugi album punkrockowego zespołu Anti-Flag wydany w 1998 roku. Oprócz premierowych piosenek zawiera utwory znajdujące się oryginalnie na splicie North America Sucks!!

## Lista utworów
1. "I Can't Stand Being with You" – 2:08
2. "Their System Doesn't Work for You" – 2:34
3. "We've Got His Gun" – 2:17
4. "Born to Die" – 2:08
5. "The Truth" – 2:43
6. "You'll Scream Tonight" – 5:18
7. "Indie Sux, Hardline Sux, Emo Sux, You Suck!" – 2:08
8. "Anti-Violent" – 3:04
9. "20 Years of Hell" – 2:34
10. "I'm Having a Good Day" – 2:43
11. "I Don't Want to Be Like You" – 3:32
12. "Too Late" – 2:50
13. "I Don't Need Anybody" – 3:51
14. "Betty Sue Is Dead" – 3:16
15. "If Not for You" – 3:18
16. "Meet Your Master" – 3:59
17. "We Won't Take No" – 2:36
18. "Save Me" – 3:02
19. "I'm Feeling Slightly Violent" – 3:29